# Munot

Luftaufnahme von 1953

Der Munot ist eine Zirkularfestung im Zentrum der schweizerischen Stadt Schaffhausen auf dem Emmersberg und gilt als das Wahrzeichen der Stadt. Sie wurde im 16. Jahrhundert aus Quader- und Bruchsteinen des hier und in der Umgebung anstehenden Malm gebaut; kurz nach der Fertigstellung gab es die ersten Zweifel, ob die Anlage dem Stand der Militärtechnik entspräche. Sie diente nur einmal zur Verteidigung: im Jahre 1799 während des Rückzugs der französischen Truppen vor den Österreichern.

## Geschichte

### Vom Ursprung bis ins 17. Jahrhundert
Wie bei anderen exponierten Befestigungen wird die Idee bemüht, dass an der Stelle des heutigen Munots einst die Römer einen Wachturm als Bestandteil ihrer Grenzbefestigung entlang des Rheins errichtet haben sollen. Belegt ist auf jeden Fall, dass ab 1098 eine Befestigung an dieser Stelle, der «Annot» oder «Unot» (mhd. für «ohne Not») stand, welcher anfänglich im Besitz eines Adeligen (vermutlich eines Vogtes) war. 1561 wurde der alte Zwingolf, die vorgelagerte Wehrplattform, geschleift.

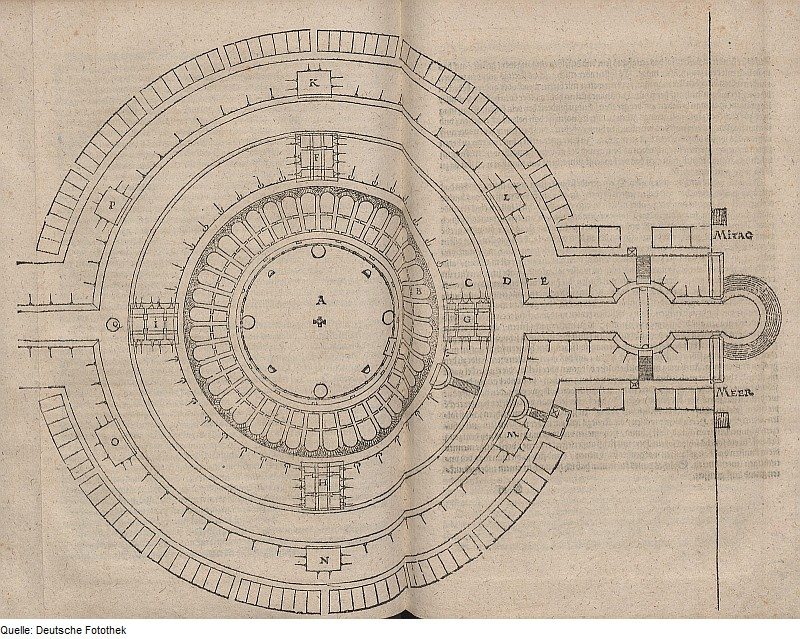
Dürers Idealplan einer Bastei für die Festung Klausen aus: Etliche vnderricht, zu befestigung der Stett, Schloß vnd Flecken, bei Hieronymus Andreae, Nürnberg 1527

Die heutige Anlage wurde zwischen 1564 und 1589  unter dem Stadtbaumeister Heinrich Schwarz (1526–1593) wohl nach Kenntnis Albrecht Dürers Werk einer Rondellbefestigung, teilweise auch in Fronarbeit, erbaut und stellt mit ihrem Bergfried eines der wenigen Beispiele des Überganges von einer Burg zu einer modernen Festung dar. Der Munot war Teil der Stadtbefestigung. Der Bau kostete die Stadt 47.528 Gulden, was den Baukosten von etwa 800 Stadthäusern entsprach.
1646 wurde im Verlauf des Dreissigjährigen Krieges erwogen, Schanzen und ein Vorwerk zu errichten. Johann Georg Werdmüller zeichnete einen Plan, die errechneten Kosten von 165.627 Gulden konnten dann aber doch eingespart werden, da 1648 in Münster und Osnabrück der Westfälische Friede abgeschlossen wurde.

### Belagerung 1799
Am 1. Oktober 1798 wurden die Stadt und der Munot von den Franzosen besetzt, nachdem bereits am 15. Juni Balthasar Alexis Henri Antoine von Schauenburg und Jean-Jacques Rapinat in der Stadt erschienen waren. Am 15. November 1798 erschien André Masséna und forderte Quartiere für die nach der Schlacht bei Ostrach und der Schlacht bei Stockach verwundeten Franzosen in der Stadt. General Jean-Baptiste Jourdan liess ein Munitionsdepot anlegen, der Munot wurde mit Geschützen versehen.
Am 13. April 1799 positionierten General Maximilian Baillet von Latour und Major Michael von Kienmayer 6000 Mann bei Herblingen und Büsingen. Die Geschütze postierte man bei Buchthalen auf der Windegg. Nachdem die Aufforderung zur Übergabe von Stadt und Festung unbeantwortet geblieben war, wurde gegen 3 Uhr nachmittags mit der Beschiessung begonnen. Die Besatzung des Munot erwiderte das Feuer, doch nach der Erstürmung der Stadt gegen 5 Uhr abends warf sie die Geschütze in den Graben, wo sie die Österreicher in Besitz nahmen. Um eine Verfolgung unmöglich zu machen, setzten die Franzosen die Grubenmann-Brücke in Brand.

## Baudaten

### Beschreibung
Der Munot stellt sich heute als ein zylindrisches Gebäude mit einem Durchmesser von 50 m dar. Die Höhe des gemauerten Zylinders beträgt bis zur obersten Geschützplattform etwa 25 m bei einer Mauerdicke von 4 m. Der mit einem Spitzdach gekrönte Turm der Festung ist nochmals 15 m höher.
Von Interesse ist die massive Kasematte im Inneren der Festung. Das ebenso rund vier Meter dicke Gewölbe wird von neun Pfeilern getragen. Bei der Planung der Festung war noch nicht vorgesehen, den Hof zu überdecken. Die Kasematte wird durch vier kreisrunde Lichtschächte erhellt.
Der Munot besass als Annäherungshindernis einen Trockengraben. Im Graben befinden sich drei Grabenkaponnieren, die von steinernen Kuppeln zum Schutz der darunter befindlichen Artillerie gekrönt sind. Diese Bauart war ihrer Zeit weit voraus, denn Panzerkuppeln aus Hartguss oder Gussstahl kamen erst im 19. Jahrhundert auf.

### Instandsetzung
Nach dem Ende der einzigen Belagerung der Festung hatte sie durch die Beschiessung grosse Schäden erlitten und verlor jede militärische Bedeutung. 1804 genehmigte der Stadtrat die Abnahme der Sandsteinplatten von der Zinne. Regenwasser drang in die Gewölbe ein. Die Mauern dienten als Steinbruch für die wachsende Stadt Schaffhausen.
Ab 1826 setzte sich Johann Jakob Beck, Zeichenlehrer an der Kantonsschule, für den Erhalt des Munots ein. Bis 1839 wurde der Munot auf seine Initiative hin restauriert und vor dem Einsturz bewahrt. Am 30. Oktober 1839 wurde der renovierte Munot mit einem grossen Fest, der Munotfeier, wieder eingeweiht. An diesem Tag wurde auch der Munotverein gegründet. Sein erster Präsident und «Munotvater» wurde Johann Jakob Beck.

## Heutige Verwendung

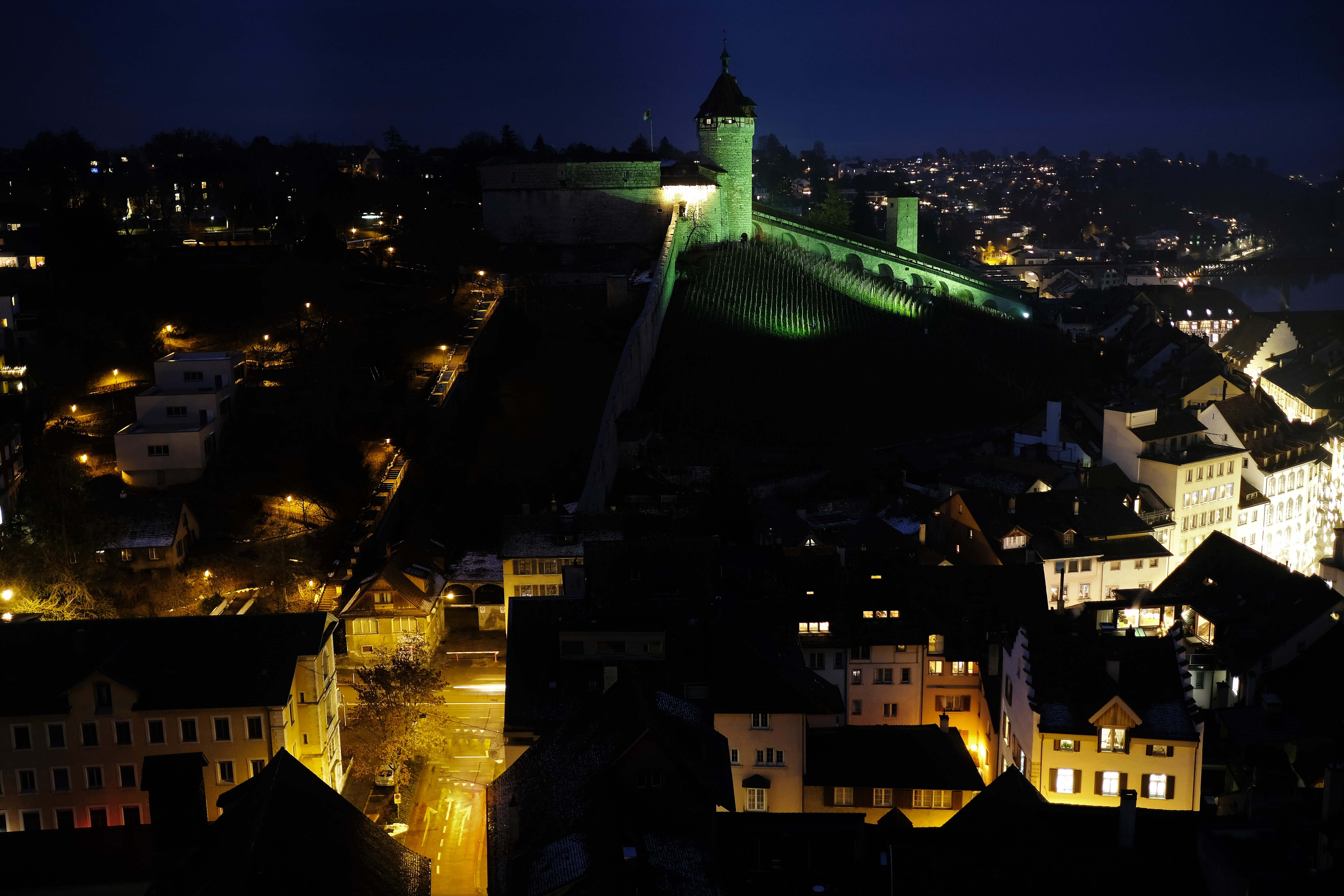
Munot in der Nacht

Im Graben des Munot wird eine kleine Herde Damwild gehalten. Der Hirsch trägt jeweils den Namen des amtierenden Stadtpräsidenten von Schaffhausen. 
Im Turm befindet sich die Wohnung der Munotwächterin, die sich um die Damhirschkolonie im Graben kümmert und jeden Abend um 21 Uhr von Hand das Munotglöckchen läutet. Beim Frauenstreik am 14. Juni 2019 schwieg das Munotglöcklein zum ersten und einzigen Mal seit hunderten von Jahren.
Der Munot dient heute als städtischer Veranstaltungsort und Kulturzentrum. Der Munotverein veranstaltet in den Sommermonaten jeweils am Samstagabend auf der Munotzinne die bekannten Munotbälle mit live Tanzmusik. Zweimal pro Abend wird die Quadrille, auch Française genannt, getanzt. Der Gesellschaftstanz wurde im 17. Jahrhundert in Frankreich und England erstmals erwähnt. Seit über hundert Jahren wird dieser überlieferte Tanzreigen während der Munotbälle zelebriert. Der Tanz gliedert sich in fünf Touren mit genau festgelegten Schrittfolgen und dauert etwa 20 Minuten.
Jedes Jahr nach den Sommerferien führt der Munotverein das Munotkinderfest mit abschliessendem grossem Feuerwerk durch.
Der 76 Aren grosse Munot-Rebberg (49 Aren Blauburgunder-Reben und 27 Aren Tokayer- oder Pinotgris-Reben) gehört der Stadt Schaffhausen und liefert jedes Jahr zwischen 5000 und 7000 Liter «Munötler».

## Weitere Verwendungen des Begriffes Munot
Die zweitälteste Mittelschulverbindung von Schaffhausen nennt sich Munot.
Auf den Namen Munot wurde 1998 das modernste Motorschiff der Schweizerischen Schifffahrtsgesellschaft Untersee und Rhein getauft.
Das Schaffhauser Lokalradio nennt sich nach dem Wahrzeichen der Stadt Radio Munot.
Die Schweizerische Nationalbank gab 2007 eine 20-Franken-Gedenkmünze heraus mit dem Sujet Munot.

## Der Munot in der Kunst
- William Turner: Skizzenbuch in der Tate Gallery London[2]
- Ferdinand Buomberger komponierte 1911 das Munotglöckchen, ein Lied in volkstümlichem Stil.
- Die Burgszenen des Schweizer Kultfilms The Ring Thing wurden im Munot gedreht

## Siehe auch

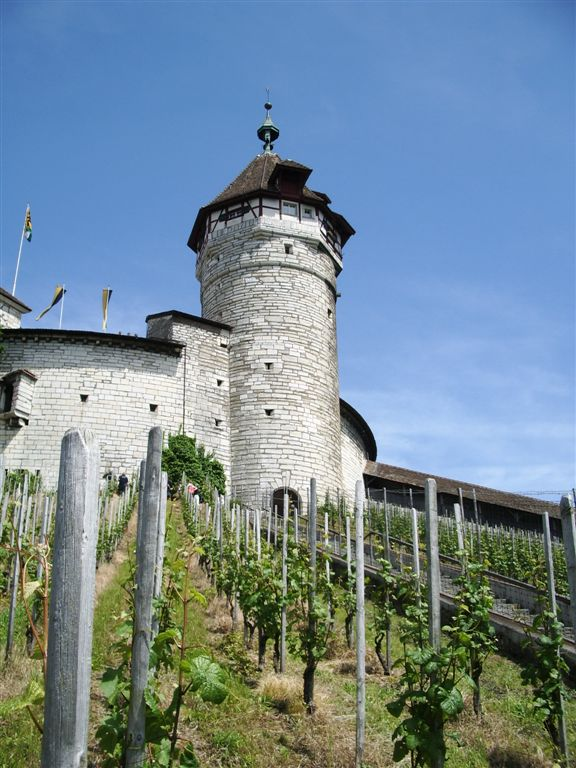
Munot mit Rebberg
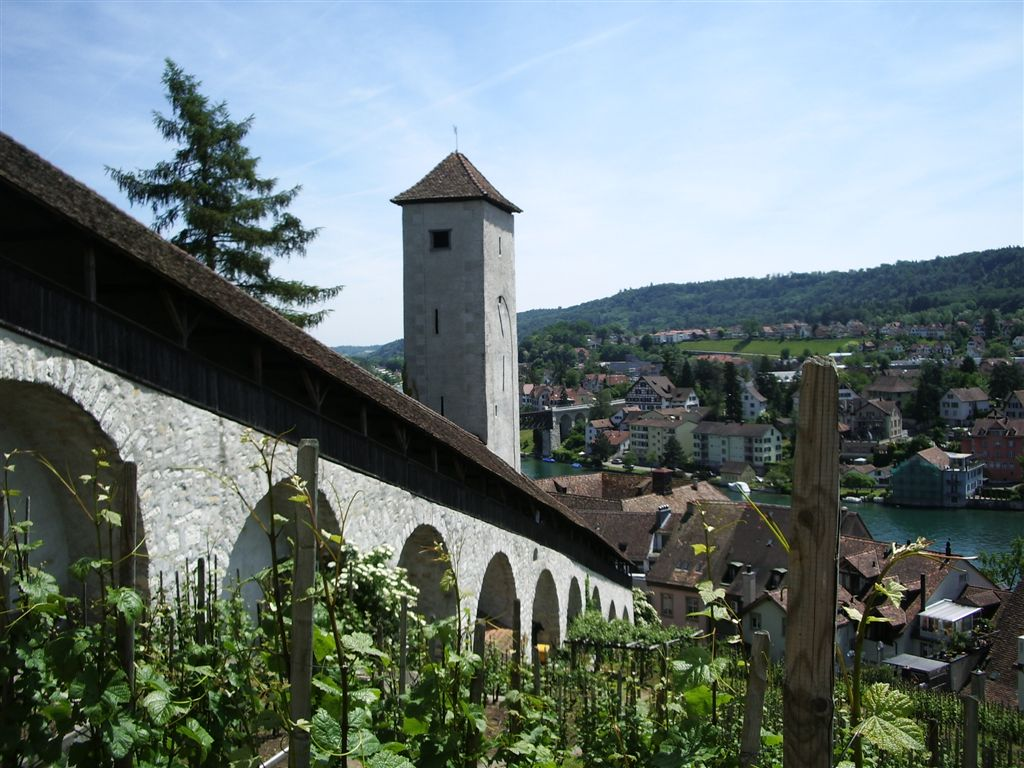
Munot mit östlichem Wehrgang und Römerturm
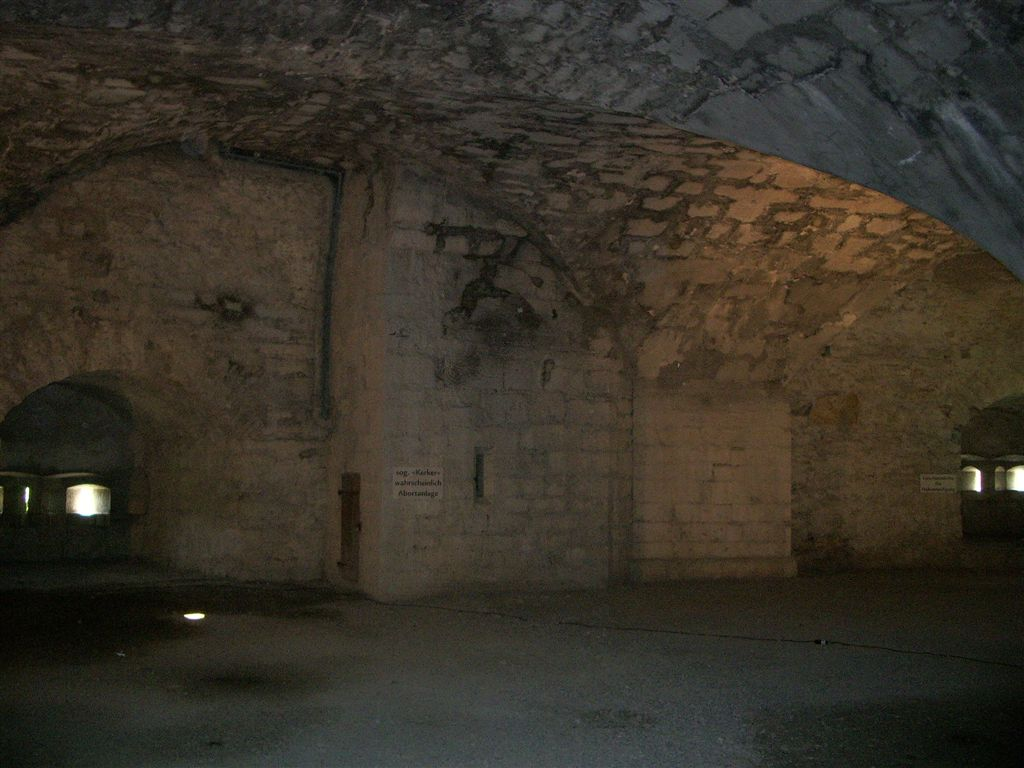
Kasematte
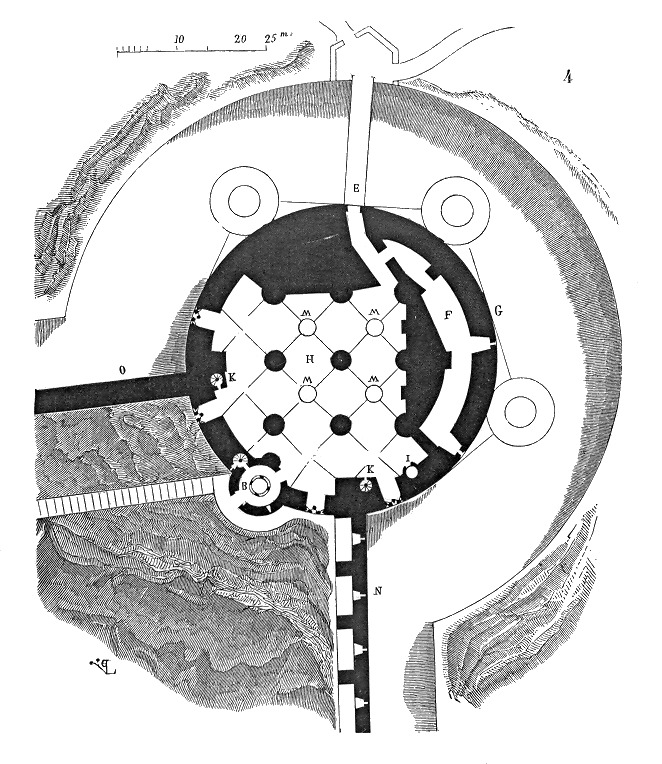
Grundriss der ersten Etage des Munots von Eugène Viollet-le-Duc
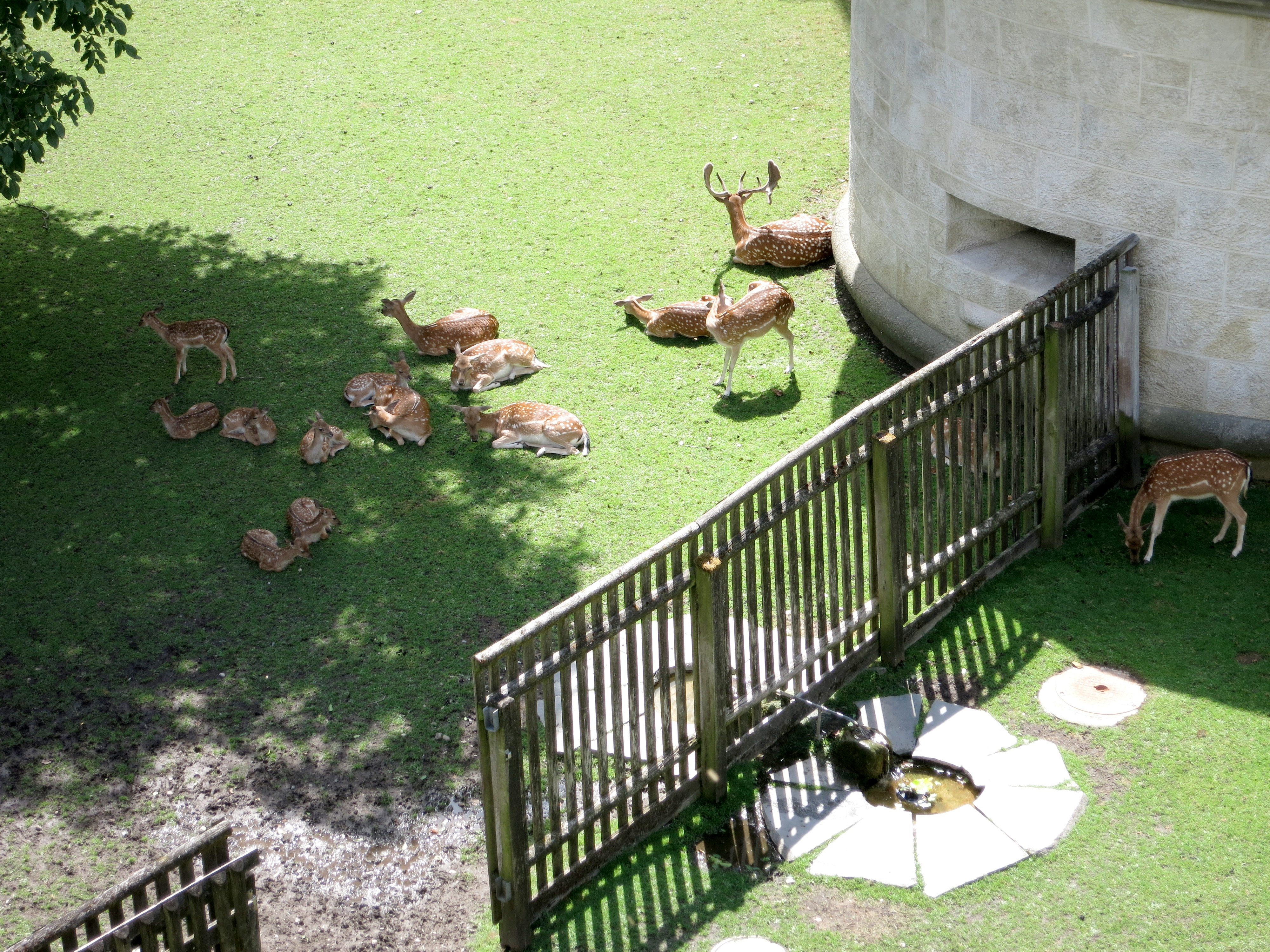
Damwild am Munot
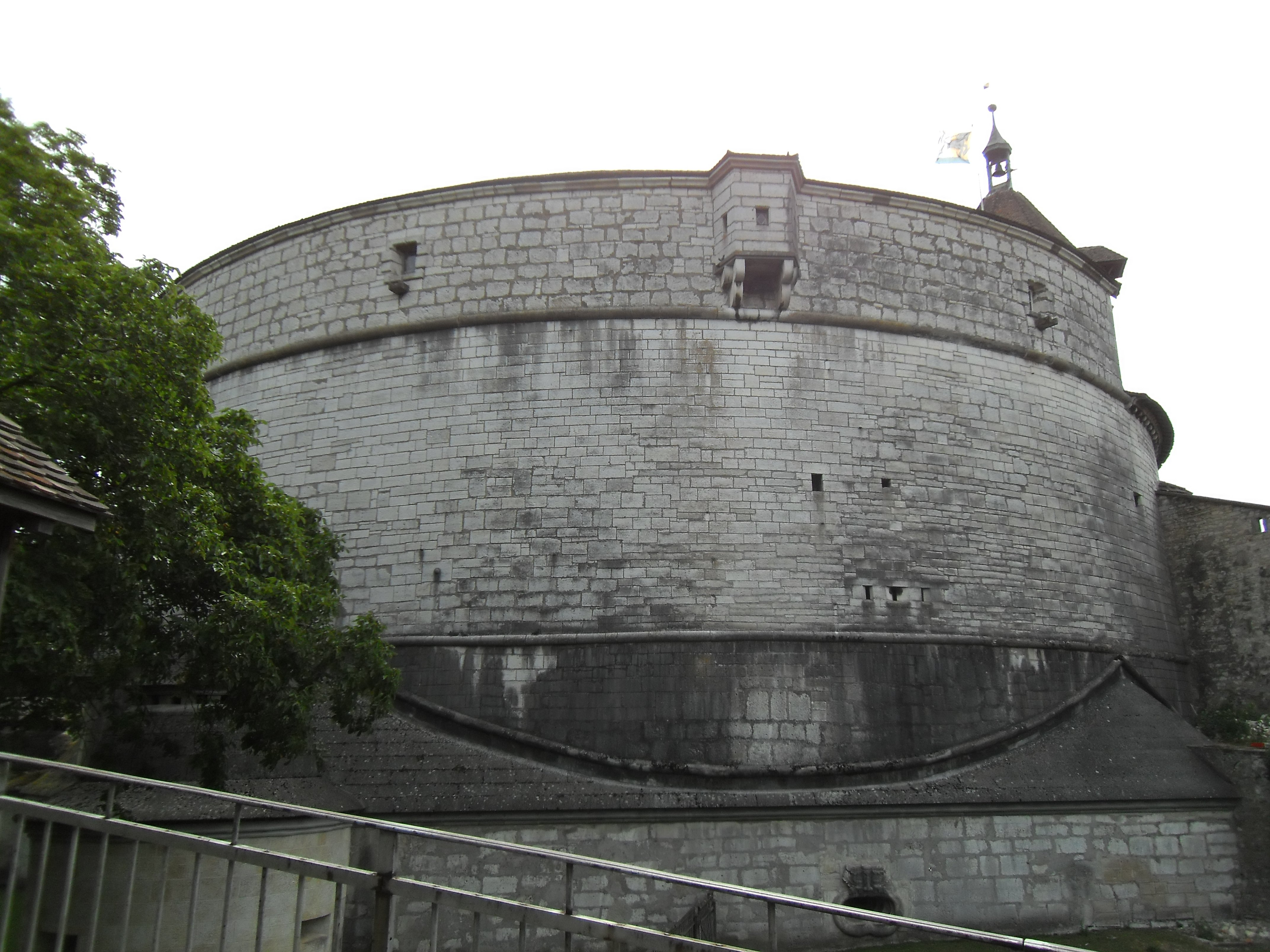
Rondell und Graben
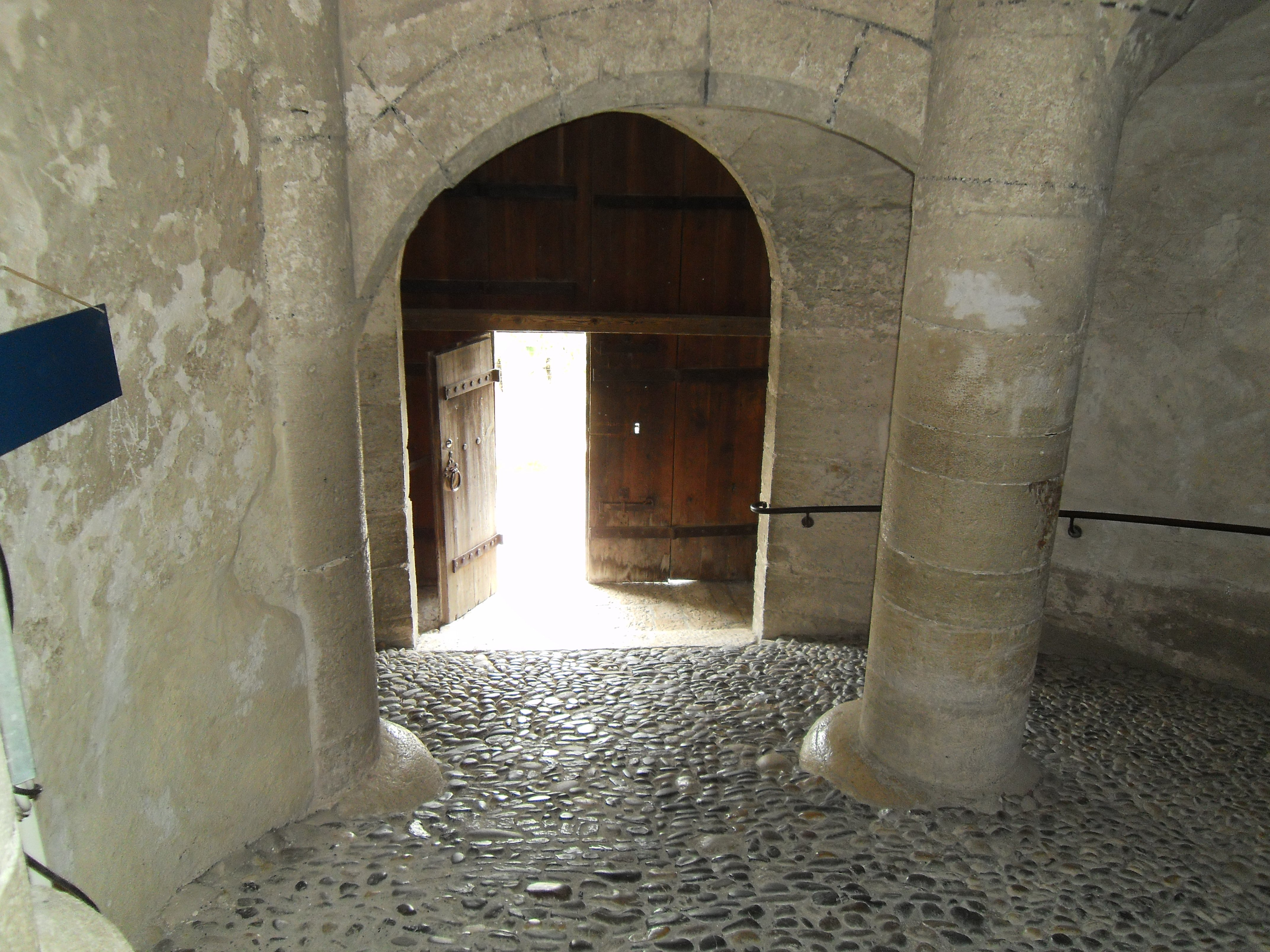
Das Eingangstor (innen) zur Reitschnecke
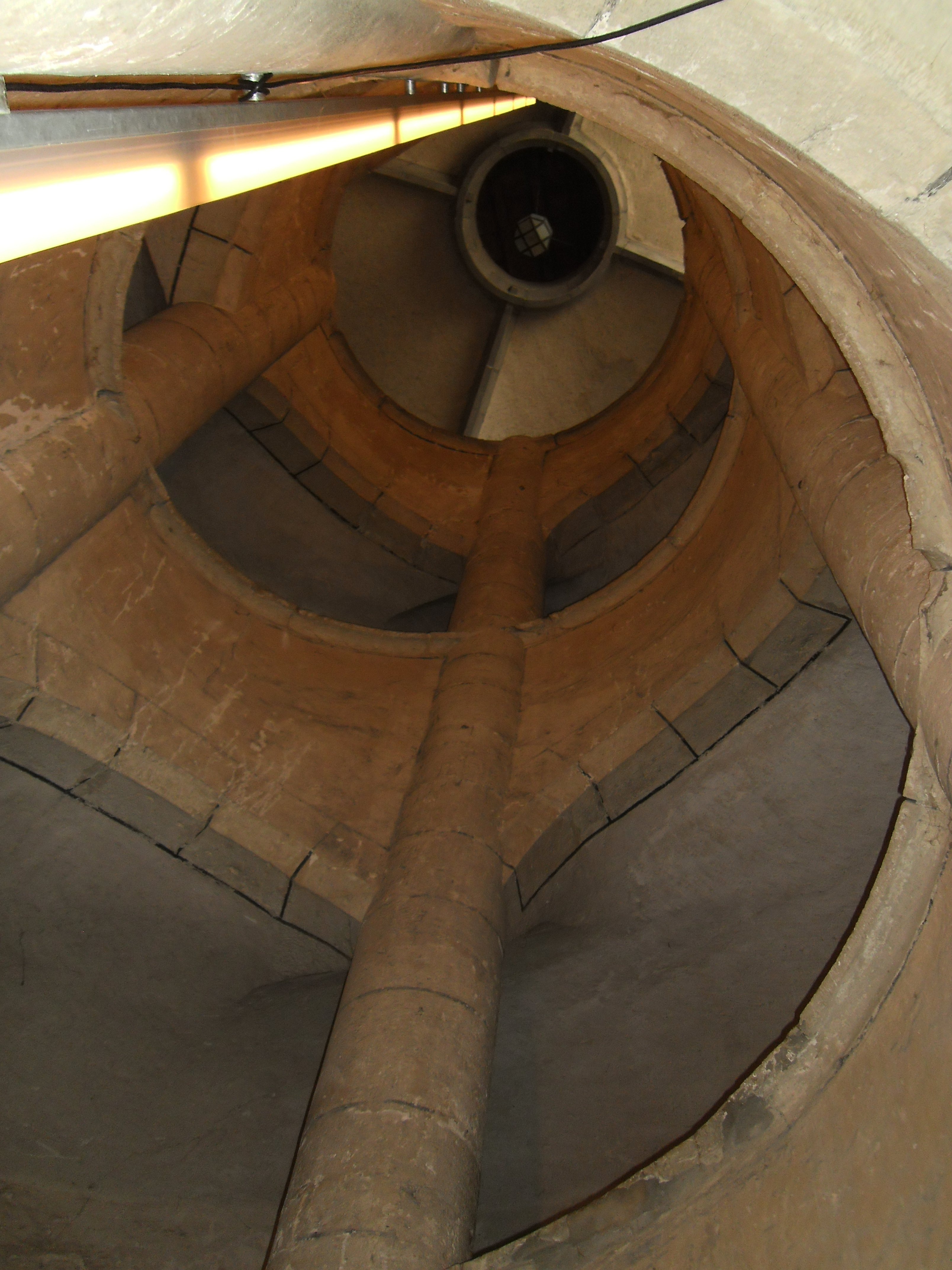
Die Reitschnecke